# Слайд (ролерспорт)

Слайд "Паралель" (Paralell)

Слайд (англ. slide — ковзання, посковзнутись) — технічний елемент при катанні на роликових ковзанах, при якому один або два ролики утримуються у положенні, перепендикулярному руху. При цьому відбувається втрата зчеплення коліс з поверхнею і перехід від кочення до ковзання. Першопочатково слайди використовувались для швидкого гальмування, проте згодом виросли у окрему дисципліну. Уміння робити слайди є одним з ключових при катанні у стилі "фріскейт".

## Історія
Історично перші слайди робилися на льоду. Пауерстоп і паралель і досі використовуються хокеїстами для швидкої зупинки. Саме пауерстоп (пауерслайд) і паралель першими перейшли з хокею на інлайн ролики, приблизно в той час, як останні з’явились. Згодом виявилось, що під час слайду можна поставити ролик на одне колесо, і ця особливість дала поштовх новому спорту. На сьогодні відомо близько 25 основних форм слайдів і ще стільки ж варіацій. Прообразами слайдів на асфальті є грінди у агресивщиків, звідти і походять основні назви слайдів.

## Класифікація слайдів
Класифікація слайдів проводиться по таким параметрам:
- кількість ковзаючих коліс — 8 (два ролики), 4 (один ролик), 2 (одне колесо з кожного ролика), 1 (одноколісні слайди і слайди з одноколісною підтримкою). Деякі варіації допускають 5 коліс.
- опора слайду — один ролик, заднє колесо (heel), переднє колесо (toe), немає.
- ребро слайду — внутрішнє, зовнішнє, комбінація (для 8- і 2-колісних слайдів)
- складність
- напрямок слайду — обличчям вперед, обличчям назад, боковий слайд.

Додатково до слайдів можуть застосовуватись такі модифікатори:
- Half-cab — розворот на 180 градусів прямо перед виконанням слайду. У своєму першопочатковому значенні використовується тільки для Acid wheeling i Soul wheeling.
- Fakie — виконання слайду при русі назад. Застосовується до більшості бокових слайдів і до деяких обличчям назад. Для Unity і Savannah модифікатор fakie застосовується рідко, частіше замість нього використовується half-cab
- Switch — як правило слайд виконується ролером завжди на одну, зручну сторону або на зручну ногу. Switch — дзеркальне виконання слайду, на незручну сторону або ногу. Індивідуальне для кожного ролера.
- Jump — перед виконання слайду виконується стрибок (як правило, з кратними 90° поворотами), приземлення відбувається одразу у слайд.

### Популярні слайди
Популярними є слайди, які або просто виконуються або ефектно виглядають. 
| Назва слайду                | Положення роликів у слайді                      | Складність (шкала WSSA) | Особливості                                                                                               | Зображення |
| --------------------------- | ----------------------------------------------- | ----------------------- | --- | ---------- |
| Powerslide (Powerstop)      | Один ролик ковзає, один опорний                 | 0                       | Найпростіший слайд, як правило є першим при навчанні. Стабільний, часто використовується для гальмування. | Ні         |
| Paralell                    | Два ролики ковзають                             | 3                       | Ефективний для гальмування.                                                                               | Ні         |
| Magic (UFO)                 | Два ролики ковзають                             | 3                       | Ефективний для гальмування, більш стабільний ніж паралель.                                                | Ні         |
| Acid                        | Один ролик ковзає, один опорний                 | 1                       | Один з перших при навчанні поряд з пауерслайдом.                                                          | Ні         |
| Soul                        | Один ролик ковзає, один опорний                 | 1                       | Один з перших при навчанні поряд з пауерслайдом.                                                          | Ні         |
| Fast wheel (Soul wheeling)  | Один ролик ковзає, опорне переднє колесо іншого | 3                       | Ефектний слайд.                                                                                           | Ні         |
| Wheel barrow                | Один ролик ковзає, опорне заднє колесо іншого   | 3                       | Ефектний слайд.                                                                                           | Ні         |
| Suislide (Suicide, Ern-sui) | Один ролик ковзає, опорне переднє колесо іншого | 4                       | Популярний складний слайд.                                                                                | Ні         |
| Unity                       | Два ролики ковзають                             | 4                       | Ефектний слайд на схрещених ногах.                                                                        | Ні         |
| Savannah                    | Два ролики ковзають                             | 4                       | Ефектний слайд на схрещених ногах.                                                                        | Ні         |
| Fast slide                  | Один ролик ковзає                               | 4                       | Гальмування одним роликом.                                                                                | Ні         |
| Back slide                  | Один ролик ковзає                               | 4                       | Гальмування одним роликом.                                                                                | Ні         |

### Інші слайди
| Назва слайду   | Положення роликів у слайді | Складність (шкала WSSA) | Особливості | Зображення |
| -------------- | -------------------------- | ----------------------- | ----------- | ---------- |
| Wave paralell  |                            | 4                       |             | Ні         |
| Cross paralell |                            | 5                       |             | Ні         |
| Acid cross     |                            | 1                       |             | Ні         |
| Mistrial       |                            | 1                       |             | Ні         |
| Star slide     |                            | 2                       |             | Ні         |
| Porn star      |                            | 2                       |             | Ні         |
| Soyale         |                            | 3                       |             | Ні         |
| Eagle          |                            | 5                       |             | Ні         |
| Cowboy         |                            | 5                       |             | Ні         |
| Royal barrow   |                            | 3                       |             | Ні         |

### Одноколісні слайди

Стан коліс після активного тренування слайдів

При виконанні даних слайдів використовується всього лиш 1 або 2 колеса.
| Назва слайду     | Складність (шкала WSSA) | Особливості | Зображення |
| ---------------- | ----------------------- | ----------- | ---------- |
| Toe-toe paralell | 4                       |             | Ні         |

### Некатегоризовані і вироджені слайди
| Назва слайду        | Складність | Особливості | Зображення |
| ------------------- | ---------- | --- | ---------- |
| Spinning magic      | ?          | | Ні         |
| Half-cab acid       | ?          | | Ні         |
| T-stop              | 0          | | Ні         |
| Half-Unity          | 0          | Схожий на T-stop, слайдить зовнішнє ребро неопорного ролика                                                                                               | Ні         |
| Недо-cross-suislide | 0          | Виконується захід на cross-suislide, проте без постановки опорного ролика на одне колесо                                                                  | Ні         |
| Ass slide           | -1         | Гальмування відбувається не колесами роликів, а тілом людини. Виконується спеціально як дуже ефективний спосіб зупинитись, або незаплановано при падінні. | Ні         |